# レーオーデース
レーオーデース（古希: Ληώδης, Lēōdēs）は、ギリシア神話の人物である。オイノプスの子で、ペーネロペーの求婚者の1人。求婚者たちが家畜を神にささげるさいの兆しを占った。長母音を省略してレオデスとも表記される。
レーオーデースは温厚な人物で、他の求婚者たちの乱暴を嫌っていたが非力で、乱暴を止めることができなかった。弓競技のときにはテーレマコスに続いて競技に挑戦したが、弓を引くことはできなかった。オデュッセウスが求婚者たちを誅殺したとき、レーオーデースはオデュッセウスにすがりついて弁明したが、オデュッセウスはアゲラーオスの剣を拾ってレーオーデースを殺した。